# Amsterdamsche Football Club
Amsterdamsche Football Club, também conhecido como AFC, é um clube holandês de futebol de Amsterdã, na Holanda. Foi fundado em 18 de janeiro de 1895 e disputa a Topklasse, o terceiro nível do futebol holandês. Manda seus jogos no estádio Sportpark Goed Genoeg, que tem capacidade para 2.000 espectadores.

## Elenco
Temporada 2010/2011

## Jogadores notáveis
- John Bosman
- Dennis Purperhart
- Daniel de Ridder
- Stefan Stam